# آرتمیس رکوردز
آرتمیس رکوردز (انگلیسی: Artemis Records) شرکت رسانه‌ای آمریکایی است، که در سال ۱۹۹۹ تأسیس شد.